# 이재희 (축구인)
이재희(1959년 4월 15일~)는 대한민국의 전 축구 선수이다. 대우 로얄즈(현 부산 아이파크)에서 선수로 활동하였으며 1990 시즌 K리그 베스트 11에 선정되었다. K리그 통산(정규리그와 리그컵 포함) 198경기 출장, 1득점, 7도움의 기록을 남겼다.